# Alojamiento web peer-to-peer
Alojamiento web peer-to-peer se refiere al concepto de usar redes P2P (red de pares) para distribuir el acceso a páginas web. Se diferencia del modelo cliente-servidor que implica la distribución de la información web por medio de servidores web dedicados y usar los ordenadores de usuario como punto final. El alojamiento web peer-to-peer toma la forma de cachés web P2P y de una red de entrega de contenidos (CDN) que permite a los usuarios mantener copias de información de una página web y distribuir la caché con otros usuarios para agilizar el acceso durante un mayor tráfico.

## Desarrollo histórico
La visión de Tim Berners-Lee para la World Wide Web era similar a la de una red P2P, ya que suponía que cada usuario de la web sería un editor y colaborador activo, creando y vinculando contenido para formar una "red" de enlaces entrelazados. La Internet inicial era más abierta que el presente, donde dos máquinas conectadas a Internet podían enviar paquetes entre sí sin firewalls y otras medidas de seguridad.